# معركة واساغ
معركة واساغ (بالتركية العثمانية: واساغ) (بالتركية: Vazag Muharebesi) وتُنطق "ڤازاغ"، دارت في عهد السلطان مراد الثاني بين الدولة العثمانية والمجر عام 1442م.
بعد أن هزمت القوات المجرية بقيادة يوحنا هونياد جيشًا عثمانيًا تحت قيادة مزيد بك (بالتركية: Mezid Bey) وكادت أن تقضي عليه في معركة هيرمانشتات (سيبيو Sibiu حاليًا) في الأردل (ترانسلڤانيا) في مارس 18 و 22 مارس 1442م واستشهاد القائد مزيد بك، قرر السلطان مراد الثاني الرد على هذه الهزيمة فأرسل جيشًا عثمانيًا بقيادة شهاب الدين شاهين پاشا الخادم، يضم قوات من الأناضول والروملي فيما يزيد عن 40 ألف شخص، في حملة ضد مملكة المجر، فانهزم ذلك الجيش في معركة واساغ في سپتمبر 1442م.

## مقدمة
عين ڤلاديسلاڤ الثالث ملك پولندا القائد العسكري يوحنا هونياد حاكمًا لترانسيلڤانيا في فبراير 1441م، وأراد هونياد استعادة نفوذ المجر في الأفلاق، فأمر مواطني براشوڤ بسك العملات المعدنية باسم ڤلاد الثاني دراكول حاكم الأفلاق حوالي 15 أكتوبر 1441م، ثم جاء إلى تارغوڤيشت (Târgoviște) بعد أسبوعين أو ثلاثة لمقابلة ڤلاد، مطالبًا إياه بالانضمام إلى حملة صليبية جديدة ضد الدولة العثمانية.
هزم يوحنا هونياد العثمانيين في معركة هيرمانشتات في الأردل (ترانسلڤانيا) في مارس 1442م وتمكن من من إنهاء الحصار العثماني للقلعة، وعلى إثر ذلك قام الحاكم العثماني في بلغاريا باتهام ڤلاد الثاني دراكول بالخيانة، وذلك بحسب ما ذكره المؤرخ العثماني المعاصر، مولانا محمد نشري. استدعى السلطان مراد الثاني ڤلاد دراكول إلى أدرنة لإظهار ولائه،  فعيّن ڤلاد ابنه الأكبر ميرتشا الثاني حاكمًا لولاية الأفلاق فبل أن يغادرها متوجها إلى السلطان في عاصمته أدرنة. وبعد وقت قصير من وصوله، اتهمه السلطان بالخيانة وقُبض عليه بأمر السلطان، وأُرسل إلى غاليپولي ليُحتَجَز هناك في الأسر، وأرسل السلطان مراد شهاب الدين پاشا الخادم، بكلربك (حاكم عام) الروملي، على رأس جيش برّي لضم الأفلاق في أغسطس 1442م.
أباد هونياد الجيش العثماني في جبال كارپاثيا (Carpathia) في سپتمبر 1442م،  ونصَّبَ باساراب الثاني ابن عم ڤلاد الثاني دراكول، حاكمًا على الأفلاق. 
قبل نهاية العام، أطلق السلطان مراد الثاني سراح ڤلاد الثاني دراكول بعدما تعهد بأنه لن يدعم أعداء الدولة العثمانية وأنه سيدفع جزية سنوية ويرسل 500 فتى من الأفلاق ليخدموا كجنود إنكشاريين في جيش السلطان مراد، كما ترك ابنيه ڤلاد الثالث (المخوزق) ورادو (Radu) كرهائن في الدولة العثمانية.

## أحداث المعركة
تمكن العسكري المجري يوحنا هونياد في معركة هرمنشتاد من إنهاء الحصار العثماني للقلعة وسحق الجيش العثماني، ثم انتقل الجيش الملكي المجري إلى الهجوم المضاد في الأفلاق، ونصب باساراب الثاني على عرش الأفلاق (1442م-1443م).
وردًا على ذلك، أرسل السلطان مراد الثاني في سبتمبر 1442م جيشًا كبيرًا تحت قيادة بكلربك الروملي، شهاب الدين شاهين پاشا، مكوناً من قواته الشخصية بالإضافة إلى ستة عشر سنجق بك تابعين له، أرسلهم السلطان مراد الثاني إلى إمارة الأفلاق لقتل حاكمها وضم الأفلاق، ولكن تعرض الجيش العثماني لهجوم مفاجئ من قبل القوات المجرية بقيادة يوحنا هونياد في منطقة واساغ (Vazag) بالقرب من الروافد العليا لنهر يالوميتسا (Ialomița) بجنوب رومانيا.
انهزم الجيش العثماني في معركة واساغ بقيادة شهاب الدين شاهين پاشا، هزيمة قاسية بخسائر أكبر من خسائره في معركة هيرمانشتات، وقُتل العديد من القادة العثمانيين البارزين وبكوات الآقنجية، بينما نجا شهاب الدين شاهين باشا بصعوبة ولكنه عُزل من منصبه كحاكم للروملي بسبب هذه الهزيمة. 

## وصف المعركة في التأريخ العثماني
كتب المؤرخ العثماني عروچ باي، من القرن الخامس عشر، عن هذه المعركة في عمله: "تاريخ عروچ باي":
ثم جلس السلطان مراد خان في أدرنة وأرسل شهاب الدين باشا (الذي) شنّ حصارًا على بلغراد. ثم عبر مع جيش الروملي والفرسان المُغيرين و 2000 إنكشاري أراضي الأفلاق، ووصل إلى أرض (مملكة) المجر. لكنه، مثل مزيد بك، كان واثقًا بنفسه.
ولكن الأمر بيد الله، فماذا يمكن للإنسان أن يفعل؟
قام بتوزيع فرسان الغزو، وبقي فقط قادة التخوم (أمراء الحدود) والإنكشارية. ثم هاجم جيش المجر ومعه يانكو الملعون (يوحنا هونياد). وكما أمسكوا مزيد بك على حين غرة (القائد العثماني الذي استشهد في معركة هيرمانشتات)، هاجموا شهاب الدين باشا أيضًا بغتة.
وضعوا الكافرُ (المقصود: يوحنا هونياد) المشاةَ المدرعينَ في المقدمة، وهاجم بجيشه الكبير من الخلف بسلاح الفرسان (المجري). استشهد شهاب الدين باشا وعدد من قادة السناجق، مثل فيروز بك وابنه يعقوب بك، بالإضافة إلى عدد من القادة الكبار.
كان معظم الإنكشاريين قد ذهبوا للنهب، ففر شهاب الدين باشا وحده، وتعرض جيشنا للهزيمة في سنة 846 هـ (1442-1443م).

## مآلات المعركة
شجعت انتصارات المجر في معركة واساغ الدول الأوروپية على تشكيل تحالف عسكري صليبي جديد ضد الدولة العثمانية بتحريض من البابا.
أدى ذلك الشعور الزائف بالانتصارات الصغيرة للمجر على العثمانيين إلى التداعي إلى معركة كبيرة في ڤارنا عام 1444م، غيرت مجرى التاريخ في المنطقة ووطدت مستقبل العثمانيين لأكثر من أربعة قرون بعدها في منطقة البلقان، ومهدت لفتح القسطنطينية بعدها بتسع سنوات في عام 1453م.
إذ بلغت تلك المعارك العثمانية-المجرية ذروتها بانتصار عثماني حاسم على التحالف الصليبي في «معركة ڤارنا» التي قُتل فيها ملك بولونيا والمجر الملك الشاب ڤلاديسلاڤ الثالث، كما قُتل المندوب البابوي المحرض على هذه الحرب الكاردينال «يوليان سيزاريني» (بالإيطالية: Giuliano Cesarini, seniore)، وأساقفة آخرون كانوا قادة محاربين على قوات صليبية، وأعداد غفيرة من الصليبيين.
تَبِعَ انتصار الدولة العثمانية الحاسم في معركة ڤارنا 1444م بأربع سنوات انتصاراً حاسماً آخر في معركة كوسوڤو الثانية 1448م لتُجهض آمال وإمكانات الصليبيين المالية والعسكرية أمام العثمانيين، وتمهدت بذلك ملحمة فتح القسطنطينية العظيم 1453م الذي لم تسانده أي قوى صليبية.

## أنظر أيضا
- معركة ڤارنا.